# Tsjoem

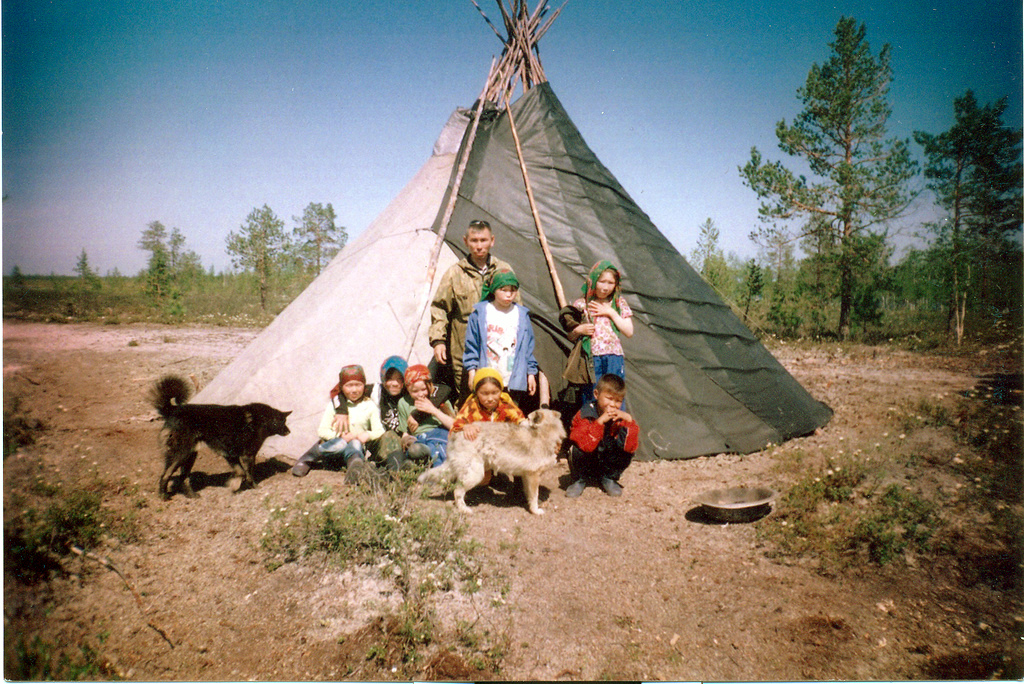
Chantisch gezin voor hun tsjoem nabij het Noemtomeer in het westen van Chanto-Mansië

Een tsjoem (Russisch: чум) is een tijdelijke woonplaats (tent) die wordt gebruikt door de nomadische Jamal-Nenetsen en Chantische rendierhouders in het noordwesten van Russisch Siberië en het noordoosten van Europa. In het Russisch worden de termen joert, jaranga en tsjoem vaak door elkaar gebruikt.
Het ontwerp lijkt op dat van een tipi, maar is minder steil en is qua opbouw sterk verwant met de lavvu van de Saami, maar is iets groter. Sommige tsjoems hebben een diameter aan de basis tot 10 meter, maar de meeste variëren in breedte van 3 tot 8 meter. De traditionele tsjoem bestaat uit rendierhuiden, die aaneengenaaid en gewikkeld zijn rond houten palen in een cirkelopstelling. In het midden bevindt zich een vuurplaats, die wordt gebruikt om de tsjoem te verwarmen en om de muggen weg te houden. De rook kan ontsnappen door een gat in het midden van het dak van de tsjoem. De doeken en de houten palen waren vroeger vaak erg zwaar en werden dan ook vervoerd met behulp van rendieren. De tsjoem wordt nog altijd gebruikt door de Jamal-Nenetsen en Chanten.